# Vanja Pegan
Vanja Pegan, pisatelj in glasbenik, * 10. maj 1967, Koper, Slovenija.

## Življenje
Rodil se je 10. maja 1967 v Kopru. Osnovno šolo je obiskoval v Piranu, družboslovno gimnazijo pa v Kopru. V gimnazijskih letih je bil urednik šolskega literarnega glasila Ogledalo. Študiral je primerjalno književnost na Filozofski fakulteti v Ljubljani. Obiskoval je tudi glasbeno šolo. V letih  1988 – 1996 je komponiral scensko glasbo za gledališke uprizoritve: Jajce, Don Lorenzo, Pobegli robot, Brigade lepote ,Vida Grant, Avdicija, Pahljača, Čudežni kamen, Mali princ. V tem obdobju je poučeval klasično kitaro in nauk o glasbi na glasbeni šoli v Sežani. Od leta 1996 se posveča predvsem pisanju ter honorarnemu poučevanju klasične kitare in nauka o glasbi na Skupnosti Italijanov v Piranu. Leta 2002 je postal član Združenja književnikov Primorske, leta 2013 je postal član Društva slovenskih pisateljev. Leta 2003 mu je Ministrstvo za kulturo potrdilo status samostojnega kulturnega delavca. Živi v Izoli.

## Delo
Vanja Pegan je svojo literarno pot začel z dvema otroškima knjigama, leta 1999 je izšla dvojezična slikanica Citronček in Giovanin, naslednje leto pa je izšla slikanica Mesto 2000. Po knjigah za otroke je najprej objavil zbirko dvanajstih kratkih zgodb Kopanje mornarjev v topli vodi (2002), sledila sta dva romana, leta 2005 Čoln in leta 2006 Pisatelj, Adam in pilot, leta 2007 je izšla njegova druga zbirka kratkih zgodb Nebo davnega poletja. Leta 2009 sta izšli dve knjigi, in sicer roman Potovanje na začetek poti ter slikanica Tonin. Objavlja tudi v literarnih revijah Primorska srečanja in Revija 2000.
Od leta 1996 poučuje klasično kitaro v Piranu, med letoma 1989 in 1996 pa je napisal scensko glasbo za več gledaliških predstav v Primorskem dramskem gledališču, Mestnem gledališču ljubljanskem, Cankarjevem domu in Gledališču Glej. Leta 2001 je napisal besedilo za otroško gledališko predstavo Trije Oslički in kozica Rozica (uprizorjena je bila v Gledališču Koper) in leta 2004 besedilo za plesno pravljico Lučka in najlepše darilo, ki je bila uprizorjena v Gledališču Koper.

### Otroške knjige
- Citronček in Giovanin, 1999 (COBISS)
- Mesto 2000, 2000 (COBISS)
- Tonin, 2009 (COBISS)

### Zbirke kratkih zgodb
- Kopanje mornarjev v topli vodi, 2002 (COBISS)
- Nebo davnega poletja, 2007 	(COBISS)
- Štiri morske milje, 2012 	(COBISS)

### Romani
- Čoln, 2005 (COBISS)
- Pisatelj, Adam in pilot, 2006 (COBISS)
- Potovanje na začetek poti, 2009 (COBISS)
- Svetilnik, 2015  (COBISS)

Poezija
- Vsaj za pesem odmaknjen od tega sveta, 2017, ponatis 2017, 2019 (COBISS)
- V nevihtni kapljici nad mestom samevam, 2020  ( COBISS)
- Te zabrisan v odsevu objamem čez pas, 2022 (COBISS)
- Pobočja, 2023 (COBISS )

### Zvočna knjiga
- Nebo davnega poletja, (COBISS)

### Besedilo za otroško gledališko predstavo
- Trije oslički in kozica Rozica, 2001, Gledališče Koper (COBISS)

### Besedilo za  plesno pravljico
- Lučka in najlepše darilo, 2004, Gledališče Koper

### Avtorska scenska glasba za gledališke predstave
- Služkinji, 1987, produkcija Akademije za gledališče, radio, film in televizijo
- Don Lorenzo, 1988, Gledališče Glej, Ljubljana
- Jajce, 1988, Primorsko dramsko gledališče , Nova Gorica
- Pobegli robot, 1989, Primorsko dramsko gledališče, Nova Gorica
- Brigade lepote, 1990, Gledališče Helios in Cankarjev dom, Ljubljana
- Vida Grant, 1990, Primorsko dramsko gledališče, Nova Gorica
- Avdicija, 1990, Mestno gledališče Ljubljana
- Pahljača, 1991, Mestno gledališče Ljubljana
- Čudežni kamen, 1992, Primorsko dramsko gledališče , Nova Gorica
- Mali princ, 1995, Primorsko dramsko gledališče, Nova Gorica

## Nagrade
- 1986 je dobil prvo nagrado publike ter prvo nagrado strokovne žirije za skladbo Nov dan, 14. DOSP ( Dijaško obmejno srečanje primorske)
- 1999 je bila dvojezična slikanica Citronček in Giovanin nagrajena na 3. mednarodnem natečaju za izvirno ilustrirano pravljico v Bordanu v Italiji.
- 2004 je bil roman Pisatelj, Adam in pilot nagrajen in odkupljen  na  natečaju ob tridesetletnici Sveta knjige za sodobni slovenski roman.
- 2010 je bila slikanica Tonin uvrščena v letni katalog 250-tih najboljših del mladinske in otroške književnosti z vsega sveta in tako pridobila naziv THE WHITE RAVENS 2010.